# Katastrofa polskiego autokaru pod Berlinem
Wypadek polskiego autokaru pod Berlinem – wypadek autokaru w Niemczech, do którego doszło 26 września 2010.
Wypadek wydarzył się na autostradzie A10 – obwodnicy autostradowej Berlina (tzw. Berliner Ring) – w kierunku Königs Wusterhausen, na skrzyżowaniu Schönefelder Kreuz (węzeł A10 z A113 w kierunku północy i A13 w kierunku południa), 24 km na południe od centrum Berlina.
W wyniku wypadku zginęło 14 pasażerów autokaru (dwie osoby zmarły w szpitalu), a 28 zostało rannych, w tym 17 ciężko. Ponadto ciężko ranna została prowadząca samochód osobowy, oraz lekko ranny jeden z dwóch jego pasażerów. Niemieckie media podały informację, że rannych zostało 38 osób. Ostatnią ofiarą jest Joanna Nachman. 14. osoba zmarła 6 października w szpitalu w Brandenburgu.

## Okoliczności wypadku

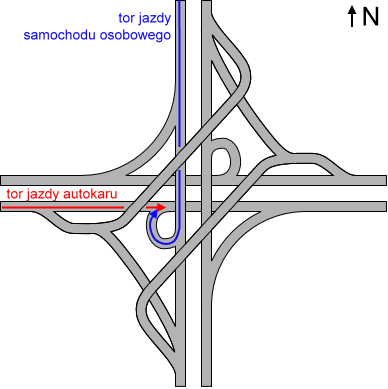
Schemat przedstawiający Schönefelder Kreuz oraz kierunki jazdy uczestników kolizji

Autokar należący do firmy Pol-Bus ze Suchania, przewoził uczestników wycieczki zorganizowanej przez Nadleśnictwo Złocieniec, wracających z Hiszpanii do Polski. Po kolizji z samochodem osobowym, autokar uderzył w filar wiaduktu.
Według relacji drugiego kierowcy autobusu, kolizja była wynikiem nadmiernej prędkości samochodu osobowego typu W124 marki Mercedes-Benz, prowadzonego przez kobietę, która, wjeżdżając na autostradę z pasa doprowadzającego, straciła przyczepność i zajechała drogę autobusowi. Kierowca autokaru, chcąc uniknąć kolizji, zjechał na lewą stronę autostrady, stracił panowanie nad pojazdem i uderzył w środkowy filar wiaduktu.
Autostrada A10 w kierunku wschodnim była zamknięta do późnych godzin wieczornych. W usuwaniu skutków wypadku brało udział ok. 300 funkcjonariuszy służb ratunkowych.

## Reakcja władz
Na miejsce wypadku udali się m.in. premier Donald Tusk i minister zdrowia Ewa Kopacz.
W dniu wypadku wstępne czynności wyjaśniające wszczęła Prokuratura Rejonowa w Stargardzie Szczecińskim, następnego dnia śledztwo przejęła Prokuratura Okręgowa ze Szczecina. W sprawie nieumyślnego zabójstwa śledztwo przeciwko 37-letniej kobiecie prowadzącej samochód osobowy wszczęła również niemiecka prokuratura.
Z powodu tragedii, wojewoda zachodniopomorski ogłosił dzień 28 września 2010 dniem żałoby na obszarze województwa zachodniopomorskiego. Dzień wcześniej także władze Brandenburgii – kraju związkowego, na którego terenie doszło do wypadku – zarządziły opuszczenie flag do połowy masztów.
Sprawczyni wypadku, Beatrice D., z zawodu policjantka, została przez sąd w Poczdamie skazana na karę roku pozbawienia wolności z warunkowym zawieszeniem jej wykonania (o karę warunkowo zawieszoną wnosił prokurator).

## Ofiary wypadku
1. Justyna Dombrowska (lat 24)
2. Marian Dzwonek (lat 56)
3. Zenon Kiszko (lat 61)
4. Jarosław Korpal (lat 46)
5. Małgorzata Wedel-Korpal (lat 45)
6. Zenon Kotarski (lat 47)
7. Bogdan Melnarowicz (lat 50)
8. Urszula Melnarowicz (lat 49)
9. Jolanta Monastyrska (lat 51)
10. Joanna Nachman (lat 35)
11. Karolina Przytuło (lat 13)
12. Dariusz Terlecki (lat 42)
13. Adam Wilkowski (lat 30)
14. Jerzy Wrzos (lat 45)

- Źródło:[12].